# 79 Tauri
79 Tauri (b Tauri) é uma estrela na direção da Taurus. Possui uma ascensão reta de 04h 28m 50.10s e uma declinação de +13° 02′ 51.5″. Sua magnitude aparente é igual a 5.02. Considerando sua distância de 160 anos-luz em relação à Terra, sua magnitude absoluta é igual a 1.56. Pertence à classe espectral A7V. Possui  planetas confirmados. Faz parte do aglomerado aberto Híades.